# Musa Chamanajew
Musa Chamanajew, ros. Муса Хаманаев (ur. 14 października 1987 w Groznym, Czeczeńsko-Inguska ASRR) – rosyjski zawodnik mieszanych sztuk walki (MMA) narodowości czeczeńskiej. Od czerwca 2012 do maja 2014 mistrz M-1 Global w wadze lekkiej. Aktualnie zawodnik czeczeńskiej organizacji – Absolute Championship Akhmat.

## Życie prywatne
Urodził się w Dagestanie i podobnie jak wielu rosyjskich chłopców z tego regionu zaczął trenować zapasy stylu klasycznego. Potem zaczął trenować boks wraz z braćmi. W 2008 roku Musa przeniósł się do Petersburgu i rozpoczął treningi MMA w klubie Action Force.

## Zawodowe MMA
21 września 2012 zdobył pas mistrzowski M-1 Global w wadze lekkiej pokonując Daniela Weichela. Pas mistrzowski obronił dwukrotnie. Musa po rozwiązaniu kontraktu z rosyjskim M-1 Global i zwakowaniu pasa mistrzowskiego, wiązany był z UFC. Zawodnik klubu Berkut Grozny w klatce ACB szybko rozprawił się z doświadczonym Erikiem Reynoldsem. Potem Czeczen wyjechał na obóz w Stanach Zjednoczonych. Za oceanem, we wrześniu ubiegłego roku wystąpił na gali Titan FC, gdzie został odklepany przez niedawno debiutującego w UFC, Amerykanina Jasona Knighta. Przegrana w walce, która miała być przepustką do najlepszego oktagonu odwlekła nieco w czasie starania czeczeńskiego lekkiego.

## Osiągnięcia
Mieszane sztuki walki:
- 2012-2014: Mistrz M-1 Global w wadze lekkiej

Sambo:
- Mistrz Świata w Sambo

Brazylijskie Jiu-jitsu:
- Mistrz Rosji w Brazylijskie jiu-jitsu

## Lista walk w MMA
| Wynik     | Bilans | Przeciwnik               | Rozstrzygnięcie                                           | Runda | Czas | Rozgrywki                                   | Data       | Miejsce          | Uwagi                                  |
| --------- | ------ | ------------------------ | --------------------------------------------------------- | ----- | ---- | ------------------------------------------- | ---------- | ---------------- | -------------------------------------- |
| Przegrana | 18-9   | Sergey Klyuev            | Poddanie (duszenie trójkątne rękoma)                      | 1     | 2:13 | ACA 145                                     | 23.09.2022 | Saint Petersburg |                                        |
| Przegrana | 18-8   | Aurel Pîrtea             | Poddanie (duszenie D’arce)                                | 2     | 1:14 | ACA 128                                     | 11.09.2021 | Mińsk            |                                        |
| Przegrana | 18-7   | Zhorobek Teshebaev       | TKO (przerwanie przez lekarza)                            | 2     | 4:03 | ACA 102                                     | 29.11.2019 | Ałmaty           |                                        |
| Przegrana | 18-6   | Marcin Held              | Poddanie (dźwignia skrętowa na staw skokowy)              | 1     | 2:09 | ACB 90                                      | 10.11.2018 | Moskwa           |                                        |
| Wygrana   | 18-5   | Efrain Escudero          | Decyzja (jednogłośna)                                     | 3     | 5:00 | ACB 74                                      | 18.11.2017 | Wiedeń           |                                        |
| Przegrana | 17-5   | Luis Palomino            | TKO (uderzenia w parterze)                                | 2     | 3:35 | ACB 51                                      | 13.01.2017 | Los Angeles      | Catchweight 68 kg                      |
| Wygrana   | 17-4   | Bruce Boyington          | Decyzja (jednogłośna)                                     | 3     | 5:00 | ACB 43: Battle on Sura                      | 20.08.2016 | Penza            |                                        |
| Wygrana   | 16-4   | Leandro Rodrigues Pontes | TKO (poddanie po ciosach pięściami)                       | 3     | 0:51 | ACB 29                                      | 6.02.2016  | Warszawa         |                                        |
| Przegrana | 15-4   | Jason Knight             | Poddanie (duszenie trójkątne rękoma)                      | 2     | 3:06 | Titan FC 35: Healy vs. Hawn                 | 19.09.2015 | Ridgefield       | Debiut w wadze piórkowej               |
| Wygrana   | 15-3   | Eric Reynolds            | KO (ciosy)                                                | 1     | 3:54 | ACB 10: Coliseum Time                       | 4.10.2014  | Grozny           |                                        |
| Wygrana   | 14-3   | Władimir Nikołajew       | TKO (ciosy pięściami)                                     | 2     | 4:12 | M-1 Challenge 45                            | 28.02.2014 | Petersburg       | obronił pas M-1 Global w wadze lekkiej |
| Wygrana   | 13-3   | Niko Puhakka             | Decyzja (jednogłośna)                                     | 5     | 5:00 | M-1 Challenge 37                            | 27.02.2013 | Orenburg         | obronił pas M-1 Global w wadze lekkiej |
| Wygrana   | 12-3   | Daniel Weichel           | Poddanie (dźwignia skrętowa na staw skokowy)              | 1     | 1:48 | M-1 Global: Fedor vs. Rizzo                 | 21.06.2012 | Petersburg       | zdobył pas M-1 Global w wadze lekkiej  |
| Wygrana   | 11-3   | Arciom Damkouski         | Decyzja (jednogłośna)                                     | 3     | 5:00 | M-1 Challenge 32                            | 16.05.2012 | Moskwa           |                                        |
| Wygrana   | 10-3   | Tahar Hadbi              | Decyzja (jednogłośna)                                     | 3     | 5:00 | OFC 3 – Combat MMA in the Cage              | 26.11.2011 | Manage           |                                        |
| Wygrana   | 9-3    | Cengiz Dana              | Poddanie (duszenie zza pleców)                            | 1     | 1:46 | Superior FC 5: Germany vs Russia            | 12.06.2011 | Gießen           |                                        |
| Przegrana | 8-3    | Charles-Henri Tchoungui  | Decyzja (niejednogłośna)                                  | 2     | 5:00 | 100% Fight 5                                | 28.05.2011 | Paryż            |                                        |
| Wygrana   | 8-2    | Refki Guerrida           | TKO (ciosy pięściami)                                     | 1     |      | OFC 2 – Combat MMA in the Cage              | 23.04.2011 | Manage           |                                        |
| Wygrana   | 7-2    | Patrick Moltado          | KO (ciosy)                                                | 1     | 0:35 | Pancrase Fighting Championship 3            | 1.04.2011  | Marsylia         |                                        |
| Wygrana   | 6-2    | Vincent del Guerra       | Poddanie (dźwignia skrętowa na staw skokowy)              | 1     |      | PFC – Challengers 3                         | 4.12.2010  | Marsylia         |                                        |
| Wygrana   | 5-2    | Edvin Ramdedovič         | TKO (ciosy pięściami)                                     | 1     | 1:44 | Octagon Fighting Club                       | 25.09.2010 | Thuin            |                                        |
| Przegrana | 4-2    | David Bielkheden         | TKO (ciosy pięściami)                                     | 2     | 1:57 | M-1 Selection 2010 – Western Europe Round 3 | 29.05.2010 | Helsinki         |                                        |
| Przegrana | 4-1    | Bogdan Cristea           | Poddanie (duszenie trójkątne rękoma)                      | 1     | 1:21 | M-1 Challenge 9                             | 21.11.2008 | Petersburg       |                                        |
| Wygrana   | 4-0    | Walerij Wariankin        | Poddanie (duszenie trójkątne i dźwignia na staw łokciowy) | 1     |      | Kstovo Sambo Federation                     | 6.11.2008  | Niżny Nowogród   |                                        |
| Wygrana   | 3-0    | Wim Deputter             | Decyzja (jednogłośna)                                     | 2     | 5:00 | M-1 Challenge 7 – UK                        | 27.09.2008 | Nottingham       |                                        |
| Wygrana   | 2-0    | David Dzegeniray         | Poddanie (duszenie zza pleców)                            | 1     | 3:39 | FFR – Battle for the Moon                   | 7.07.2008  | Kostomuksza      |                                        |
| Wygrana   | 1-0    | Donatas Bernotavicius    | TKO (ciosy pięściami)                                     | 1     | 1:20 | Shooto Europe                               | 29.03.2008 | Psków            |                                        |